# جون لين
جون لين (بالإنجليزية: John Linn)‏ هو قاضي وسياسي أمريكي، ولد في 3 ديسمبر 1763، وتوفي في 5 يناير 1821 في واشنطن العاصمة في الولايات المتحدة. انتخب عضو جمعية نيوجيرسي العامة وانتخب عضو مجلس النواب الأمريكي.